# АЕЦ „Козлодуй“
АЕЦ „Козлодуй“ е атомна електроцентрала в България, разположена на брега на река Дунав край град Козлодуй. Оператор на централата е АЕЦ „Козлодуй“ ЕАД, собственост на държавния Български енергиен холдинг. С инсталирана мощност 2000 MW това е най-голямата електроцентрала, както и единствената атомна електроцентрала в страната.
Строежът на АЕЦ „Козлодуй“ започва през 1970 година, а първият ѝ реакторен блок е официално открит на 4 септември 1974 година. След това тя е поетапно разширявана с още пет блока, за да достигне максимална инсталирана мощност от 3760 MW. През 2004 – 2006 година първите четири блока са спрени и предадени за извеждане от експлоатация на Държавно предприятие „Радиоактивни отпадъци“. Остават да функционират два блока съветско производство модел ВВЕР-1000 с инсталирана мощност по 1000 MW.
АЕЦ „Козлодуй“ е член на Световната асоциация на ядрените оператори.

## Съоръжения

### Енергоблокове
Централни съоръжения на АЕЦ „Козлодуй“ са двата енергоблока (5-и и 6-и) ВВЕР-1000, модел В-320. Те са моноблокове – с един ядрен реактор и един генератор. Реакторът на ВВЕР-1000 е с вода под налягане. Горивото е уранов диоксид с обогатяване 4,0%, разположен в 132 горивни касети с по 312 топлоотделящи елемента и обща маса 70,2 t. Реакторът е с двуконтурно устройство. В първия контур в 4 обособени кръга циркулира дълбоко обезсолена вода, която е в контакт с ядреното гориво, служейки за забавител на неутроните при реакцията, и е радиоактивна. Работното налягане на водата в първи контур е 15,7 MPa, а температурата ѝ е 290 °C на входа и 322 °C на изхода на реактора.
Водата в първия контур захранва по 4 парогенератора на блок. Те имат производителност 1470 t/h и подават към втория контур нерадиоактивна наситена водна пара. Всеки от блоковете има една парна турбина, работеща с пара с налягане 5,9 MPa и температура 274 °C на входа и налягане 0,0004 MPa и температура 28 °C на изхода. Всяка турбина е задвижва един генератор с мощност 1000 MW, напрежение на генератора 24 kV и напрежение към мрежата 400 kV.
Всеки от двата реактора, заедно с цялото оборудване от първи контур, е разположен в самостоятелно реакторно отделение, обвито със стоманобетонна херметична конструкция (контейнмънт), оразмерена за едновременно настъпване на максимално разчетно земетресение и максимална проектна авария. Контейнмънтът е последната четвърта бариера за разпространение на радиоактивни материали в случай на авария след обвивката на урановите горивни таблетки, обвивката на топлоотделящите елементи и херметичните граници на първи контур.

### Хидротехнически съоръжения
Техническото водоснабдяване на АЕЦ „Козлодуй“ се реализира по смесена схема. Основните водни количества, включително за кондензаторите след турбините, които са най-големите консуматори на вода, се подават по правоточна схема от река Дунав и се връщат в нея. Потребителите, рискови от гледна точка на ядрената и радиационна безопасност, на които се падат до 5% от общото потребление на вода, се снабдяват по затворена схема. Системата за техническо водоснабдяване включва помпени станции с обща мощност 40 MW и капацитет над 200 m³/s и е сред най-сложните хидротехнически съоръжения в България.
Общата схема на проточната система включва 3 брегови помпени станции (БПС-1, БПС-2 и БПС-3), които подават вода от Дунав в открития Студен канал 1 (СК-1), водещ до площадката на централата. От канала водите се подават от циркулационни помпени станции към потребителите в енергоблоковете, а преработената вода се връща в Топъл канал 1 (ТК-1), който е успореден на СК-1 и връща водите в Дунав.
Бреговите помпени станции са разположени на брега на река Дунав на 6 km източно от централата. Те са три, по една за всеки от трите етапа на изграждане на централата, с общо 34 помпи с електрическо задвижване, които имат капацитет 185 m³/s при средни водни нива в реката. Станциите са свързани с реката с два подводящи канала – един за БПС-1 и един общ за БПС-2 и БПС-3. Станциите подават вода към СК-1 чрез два напорни басейна, също един за БПС-1 и един общ за БПС-2 и БПС-3.
Бреговите помпени станции са свързани с централата чрез СК-1, изграден успоредно и в съседство с отвеждащия ТК-1. СК-1 има дължина около 6480 m, ширина на хоризонталното дъно 19,5 m и дълбочина 5,6 m. В него е изградена напречна преграда с височина 2,8 m, която да осигури авариен обем вода в случай на източване на канала към помпените станции.
ТК-1 започва от слабонапорните канали в централата и се излива в Дунав. Каналът завършва с преливник с бързоток, който след аварията от 1986 година е изместен на спешно изграден байпасен участък. В студено време топла вода от края на канала се подава и към бреговите помпени станции за обезледяване на входните им камери. Каналът има дължина 6388 m, ширина на дъното 12,0 m и дълбочина 5,6 m, като дъното и дигите му са на едно и също ниво със СК-1. През 2013 година е пусната в експлоатация Воднолекетрическа централа „Козлодуй“ с инсталирана мощност 5 MW, оползотворяваща енергийния пад на ТК-1.
СК-1 функционира като първо стъпало на водоснабдителната система на централата. От него водите се подават към 5-и и 6-и блок от две циркулационни помпени станции (ЦПС-3 и ЦПС-4). Те имат аналогично устройство, като основните им помпи, по 8 агрегата във всяка станция, са електрически с мощност 400 до 800 kW, водно количество 4 до 6,5 m³/s и напор 11 m. Освен това в тях са монтирани допълнителни помпи за аварийно захранване на отговорни потребители.
Технологичните води, използвани за поддържане на системата в безопасно състояние, са оборотни и се охлаждат в система от бризгални басейни. Загубите от изпарение в тях се допълват от собствено водоснабдяване направо от помпена станция на брега на Дунав, резервирано с помпи в ЦПС-3 и ЦПС-4.
След аварията от 1986 година е взето решение за изграждане на втора система за водоснабдяване със студен и топъл канал, която да служи като резерв в случай на аварии по основната система. Строителството започва през 1988 година, но скоро спира заради липса на финансиране и перспективата за намаляване на капацитета на централата. Топлият канал (ТК-2) все пак е завършен през 2005 година.

### Управление на радиоактивните отпадъци
При своята дейност атомните електроцентрали генерират отпадъчни материали с различна радиоактивност, които изискват специфична обработка и съхранение. Освен отработеното ядрено гориво, което има висока радиоактивност, се създават и отпадъци с ниска и средна радиоактивност от компоненти и материали, попадащи в контакт и замърсени от високорадиоактивните материали.
Ниско и средно активните отпадъци преминават първоначална обработка и се сортират по вид и радиометрични характеристики. Те включват твърди отпадъци, включително метали, и течни отпадъци, част от които се концентрират до кубов остатък, а органичните, главно водни суспензии на смоли и сорбенти се запазват в течен вид. Годишно централата генерира 794 m³ твърди ниско и средно радиоактивни отпадъци, включително 75,6 t метали, и 464 m³ кубов остатък.
Ниско и средно радиоактивните отпадъци се обработват в обособен цех и се съхраняват временно в спецкорпусите и специално предназначени за тази цел складове и депа на площадката на централата. При обработката им те се пакетират в специални стоманобетонни контейнери от три типа – за твърди отпадъци без циментова матрица, за твърди отпадъци в чист цимент и за течен радиоактивен концентрат, фиксиран в циментова матрица.
В съответствие с регулациите след 2004 година повечето дейности по управление на отпадъците са изведени в самостоятелно предприятие извън структурата на АЕЦ „Козлодуй“ – Държавно предприятие „Радиоактивни отпадъци“ (ДП РАО). Неговото подразделение „Радиоактивни отпадъци – Козлодуй“ оперира цеха за преработка и временните складове за отпадъци на площадката на централата. ДП РАО извършва и дейностите по извеждане от експлоатация на старите блокове на централата чрез поделението си „Извеждане от експлоатация – Козлодуй“ и изгражда в съседство ново съоръжение за трайно съхранение на отпадъците – „Национално хранилище за радиоактивни отпадъци“.

### Други съоръжения
Централата е свързана с електропреносната мрежа чрез открита разпределителна уредба, работеща на напрежения 220 KV и 400 kV.
Към централата е оборудван специален Учебно-тренировъчен център, който се използва за първоначално и поддържащо обучение на персонала, особено на оперативния и технически персонал и длъжностите, свързани с безопасността. Той е разположен в отделна сграда на площадката, която е оборудвана с учебни стаи, както и със специализирани учебни лаборатории и работилници с образци на реално използвани агрегати от оборудването. В центъра е включен и пълномащабен симулатор на енергоблок с копие на реалния му щит за управление.
Информационният център на АЕЦ „Козлодуй“ е отговорен за връзките с обществеността на централата. Той има зали с макети на основни съоръжения и мултимедийни презентации на дейността ѝ. Центърът организира посещения и дни на отворените врати, в които могат да бъдат видени част от съоръженията в комплекса.

## История

### Строителство

#### Първи етап
Предварителната подготовка за развитие на ядрена енергетика в България започва още в първите години на тази технология, като през 1955 година е сключена междуправителствена спогодба със Съветския съюз и започва подготовката български специалисти. През 1957 година е създадена специална правителствена агенция – Комитет за мирно използване на атомната енергия. В София е изградена Ядрена научно-експериментална база в която през 1961 година е осъществена първата в страната верижна ядрена реакция.
През 60-те години съветските власти се ориентират към масирано развитие на ядрената енергетика, разглеждана като алтернатива на изкопаемите горива, които се изчерпват в Източна Европа и с трудност се транспортират от Сибир. Фактор за това са и военните съображения, тъй като атомните централи са източник на суровини за производство на ядрени оръжия. В продължение на тази политика на 19 август 1965 година Политбюро на ЦК на БКП официално иска помощ от Съветския съюз за проектиране и строителство на атомна електроцентрала. На 15 юли 1966 година е сключена двустранна спогодба за съвместно изграждане на централата на българска територия и след предварителни проучвания на 27 възможни площадки е решено това да стане при Козлодуй. Започва подготовка за изграждането на централата с два енергоблока ВВЕР-440, модел В-230.
ВВЕР-440 са реактори с вода под налягане и имат двуконтурно устройство. В първия контур циркулира дълбоко обезсолена вода, която е в контакт с ядреното гориво, служейки за забавител на неутроните при реакцията, и е радиоактивна. Водата в първия контур се движи по 6 циркулационни кръга, всеки от които захранва по един парогенератор. Във втория контур циркулира произвеждана от парогенераторите нерадиоактивна наситена водна пара, задвижваща два турбогенератора.
Реакторите на двата блока от първия етап са разположени в обща сграда, като всеки от тях е обособен в собствено херметично помещение (конфайнмънт). Турбогенераторите са в обща машинна зала, изградена в съседство с реакторния цех.
Първата копка на строежа е направена на 14 октомври 1969 година от министъра на строежите Пенчо Кубадински, а активното строителство започва следващата пролет. Обектът е от централно стопанско и политическо значение за режима и в него са концентрирани значителни ресурси, като над 2000 души работят на трисменен режим. Успоредно с това започва обучението на персонала, който ще експлоатира съоръженията.
При изграждането на централата са приложени някои нови за България технологии. Фундирането на реакторите е изпълнено върху специално разработени льосо-циментови възглавници. За пръв път в страната масово се прилага технологията на пълзящия кофраж, като колоните на машинната зала са изпълнени с пълзящ кофращ при едновременно издигане на покривните ферми.
На 8 април 1971 г. Първа атомна е обявена за национален младежки обект.
През зимата на 1972 – 1973 година на площадката е пусната временна пароцентрала с 5 котела, която се използва за отопление на строежа, както и за първоначално задвижване на турбините, които са инсталирани преди пълното завършване на ядрените реактори. През октомври 1973 година са пуснати откритата разпределителна уредба на високо напрежение и разпределителната уредба на вътрешната мрежа на 6 kV, както и водоподготвителната инсталация на реакторите.
На 11 юни 1974 година е заредено първото гориво в 1-ви блок, на 30 юни е предизвикана първата верижна реакция, а на 24 юли първият генератор е свързан с националната електроенергийна система. 1-ви блок е официално открит лично от диктатора Тодор Живков на 4 септември 1974 година. Пълна мощност на реактора е достигната на 25 октомври. Физическият пуск на реактора на 2-ри блок става на 22 август, а енергийният – на 27 септември 1975 година. Пълна мощност е достигната на 5 ноември.

#### Втори етап
Още в хода на първия етап на строителство започва предварителната подготовка за разширение на централата с още два блока ВВЕР-440. Те са изградени в съседство с първите два със сходна технология на изграждане, като се използва вече създадения строителен капацитет. Основната разлика с първите два блока са някои подобрения в системите за безопасност, които стават трикратно, вместо двукратно резервирани.
Реакторният цех на 3-ти и 4-ти блок е изграден недалеч от този на първите два блока, а машинната им зала е удължение на предишната.
Физическият пуск на реактора на 3-ти блок става на 4 декември 1980 година, а пълна мощност е достигната на 27 януари. Реакторът на 4-ти блок е пуснат на 25 април и достига пълна мощност на 17 юни 1982 година.

#### Трети етап
В хода на втория етап на строителство започва предварителната подготовка за разширение на централата с два блока ВВЕР-1000. Решението за това е взето от Министерския съвет на 26 април 1978 година. През септември 1981 година е сключено междуправителствено споразумение със Съветския съюз за изграждане на два нови блока ВВЕР-1000, модел В-320. Това е първият проект, в който съветски 1000-мегаватови реактори ще се инсталират извън страната.
За разлика от първите блокове на централата, ВВЕР-1000 се инсталират в стоманобетонна херметична обвивка (контейнмънт). Тази конструкция чувствително намалява евентуалното разпространение на радиоактивни материали в случай на тежка авария. При третият етап от строителството на площадката работят около 10 хиляди души, включително работници и специалисти от Съветския съюз (над 3 хиляди души), Полша, Виетнам, Куба и Югославия.
Първа копка на площадката на 5-и блок е направена на 9 юли 1980 година от министър-председателя Станко Тодоров. В началото на 1987 година турбината на блока, първата с такава мощност в България, е изпробвана с подавана от 3-и 4-и блок пара. Физическият пуск на реактора става на 5 ноември, блокът е присъединен към енергийната система на 29 ноември 1987 година, а пълна мощност е достигната на 21 юни 1988 година. Официалното откриване е на 23 март 1989 година.
Първа копка на строежа на 6-и блок е направена на 25 декември 1982 година. Физическият пуск на реактора става на 29 май, блокът е присъединен към енергийната система на 2 август 1991 година, а пълна мощност е достигната на 13 август 1992 година. С това централата достига максималната си мощност от 3760 MW.

### Произшествия
В АЕЦ „Козлодуй“ са регистрирани поне 6 събития от ненулева степен по международната скала за ядрени събития (INES).

#### Преди 1990 г.
- 21 февруари 1983 г.: след повреда в електроинсталация две клапи се отварят в охладителната система на първи контур. Като налягането вътре в системата спада, реакторът бива изключен. По време на инцидента водата, впомпана за аварийно охлаждане в корпуса на реактора, причинява спукване на заваръчния шев.[41] Информацията за инцидента е публикувана на Запад през 1985 г. от избягал от ГДР атомен инженер.
- 5 декември 1986 г.: Авария на Топъл канал 1 на АЕЦ „Козлодуй“
- 20 ноември 1989 г.: пожар в турбинно отделение.

През 1990 година МААЕ отбелязва, че в АЕЦ Козлодуй са се случили няколко сериозни произшествия, включително и такова, при което има радиоактивно замърсяване на подпочвените води на площадката. От пускането на първи блок през 1974 година най-малко 200 служители са получили облъчвания във високи дози.

#### 1990 – 1999 г.
- 22 – 23 септември 1992 г.: пожари в генератор при тестово пускане на реактор (две събития от първа (I) степен по международната скала за ядрени събития (INES))
- 3 януари 1993 г.: изпускане на радиоактивна пара (първа (I) степен по INES)
- 2 декември 1993 г.: пожар в хранилището за ядрени отпадъци[43]
- На 19 май 1998 г. 1-ви блок е спрян за презареждане с гориво. След приключване на зареждането на реактора се извършва деконтаминация на стената на парогенератора с химически разтвор. Поради спукване на тръба част от разтвора се излива в помещението на парогенератора, достига аварийния резервоар с бор и го замърсява. На 20 – 21 май съдържанието на резервоара е прецедено, почистено и той е отново напълнен с концентрирана борна киселина H3BO3. По време на почистването на резервоара е осигурено снабдяване с борна киселина на първия контур на реактора и на басейна с отработеното гориво. Също така са предприети мерки за предотвратяване на възможно навлизане на чиста вода в реактора и в басейна с отработено гориво. Въпреки това операцията е била извън оперативните ограничения, тъй като аварийния резервоар с борна киселина не е на разположение. Причините за спукването на тръбата не са изяснени. Събитието е предварително оценено като първа (I) степен по международната скала за ядрени събития (INES). След приключване на разследването по случая степента е променена до втора (II) степен поради явно нарушение на процедурите за безопасна работа (раздел III-5.3 в наръчника на INES).

#### 2000 – 2011 г.
- При пълно натоварване на 20 януари 2003 г. възниква изтичане през заваръчния шев на първичния кръг на трети реактор. Аварийната система за охлаждане се задейства. Изведените от експлоатация реактори в енергоблокове 1 до 4 са могли да изключват единични сегменти от първичния си кръг чрез клапи. По-мощните реактори с вода под налягане, като ВВЕР-1000 и използваните в Западна Европа, нямат такава възможност. Предприето е изолиране на участъка на изтичането, посредством което загубата на вода е спряна след сравнително кратък период от време. Събитието е определено като инцидент от първа (I) степен.
- По време на спирането на 5-и блок на 1 март 2006 г. една от четирите помпи за охладителна течност не работи. При последващ тестов опит за спешно изключване на реактора, 22 от 60 контролни пръти остават в най-висока позиция. Това се дължи на промяна в дизайна на контролните пръти от компанията ОКБ „Гидропресс“. Засичането на контролните пръти и липсата на достъп на охладителна течност могат да доведат до разтапяне на горивните пръти. За да се изключи реакторът бива впомпана борна киселина. Операторът на централата първоначално определя инцидента като нулева (0) степен по международната скала за ядрени събития. Произшествието не е обявено в цялата си сериозност в българската преса, която не му обръща достатъчно внимание. След продължителен натиск от международни контролни органи и неправителствени организации, министерството на икономиката и енергетиката, под управлението на Румен Овчаров, е принудено да преразгледа оценката си до инцидент от втора (II) степен. Произшествието е оповестено за първи път два месеца по-късно. Четири месеца след това управителният директор на централата е уволнен. По-късно се публикуват упреци към „Гидропресс“, че новата конструкция на контролни пръти не е надлежно изпробвана. Компанията твърди, че подобни пръти вече са били в употреба в ОНД.[44]

### Затваряне на блокове от 1 до 4
Чернобилската авария от 1986 година предизвиква сериозни опасения за безопасността на ядрената енергетика и особено на съветските реактори. Тези настроения са особено силни в някои страни от Западна Европа, като Германия, Италия и Швейцария вземат решение за постепенно затваряне на всички свои атомни електроцентрали.
Доклад от 16 юни 1991 година на специална мисия на Международната организация за атомна енергия определя, че от гледна точка на безопасността АЕЦ „Козлодуй“ е в „тежко състояние“, особено четирите първи блока ВВЕР-440.
През 1993 година България сключва споразумение за дарение от Европейската банка за възстановяване и развитие, което трябва да се използва за повишаване на безопасността на блокове 1 – 4. Условие на споразумението е четирите блока да бъдат спрени след завършването на ПАВЕЦ „Чаира“, рехабилитация на блокове 5 – 6, както и на топлофикационните централи в София и Перник. По това време се планира 1-ви и 2-ри блок да бъдат спрени през 1998 година.
През 1997 – 2000 година на площадката на централата са изградени цех за преработка и склад за съхранение на радиоактивни отпадъци, които през 2004 година са прехвърлени на новосъздадения национален оператор за управление на радиоактивни отпадъци Държавно предприятие „Радиоактивни отпадъци“.
АЕЦ „Козлодуй“ е обособен от Националната електрическа компания като самостоятелно акционерно дружество на 28 април 2000 година. Централата е собственост на Българския енергиен холдинг.
След 1990 г. постепенно се закриват първоначално 1 и 2 блок на централата, а впоследствие 3 и 4-ти.
През 2003 г. след натиск от Европейския съюз (ЕС) е започната процедура за спиране на четирите реактора с мощност 440 MW, тъй като не отговарят на европейските стандарти за сигурност.
Георги Стоилов, бивш министър на енергетиката, публично заявява, че общественият риск, съществуващ от атомната ни централа, е твърде голям. Нападките срещу него обаче са много големи, особено от страна на журналистите.
- 29 ноември 1999 година: „... Гюнтер Ферхойген заяви, че разбирането на Комисията е, че окончателното затваряне на тези [3-ти и 4-ти] блокове ще стане най-късно през 2006 година.“[51]
- Среща на президента Георги Първанов с еврокомисаря по разширяването Гюнтер Ферхойген в Брюксел, 7 февруари 2002: На срещата на Първанов с Ферхойген е бил разискван и въпросът за датите за закриване на ядрени реактори от АЕЦ Козлодуй. Според Ферхойген това е „много чувствителен и предизвикващ силни емоции въпрос, затова трябва да се работи много внимателно. Европейският съюз не е променил позицията си. Очакваме България да изпълни ангажиментите си от споразумението, подписано през 1999 година“.[52]

По време на управлението на Иван Костов е постигнато отлагане:
- 29 ноември 1999 година: „... господин Костов успя да отложи договореното от правителството на Беров затваряне на блокове от 1 до 4 през 1999 г., като отложи затварянето на 1-ви и 2-ри блокове за края на 2002 г.

Господин Костов заяви също така, че във връзка с актуализирането на енергийната стратегия, което ще приключи през 2002 година, България ще вземе решение, съгласувано с Комисията и отчитайки споразумението за ядрена безопасност и други релевантни фактори, относно датите за окончателно затваряне на реакторите 3 и 4, които ще предхождат понастоящем предвидените дати за затваряне през 2008 и 2010 респективно. Господин Ферхойген заяви, че разбирането на Комисията е, че окончателното затваряне на тези блокове ще стане най-късно през 2006 година.“
За да избегне затваряне на четирите малки блока, Надежда Михайлова подписва на 29 ноември 1999 един меморандум с Ферхойген, където пише: „... окончателно затваряне на блокове 3 и 4, което ще стане преди сега предвидените дати за затваряне на блоковете, съответно 2008 г. и 2010 г. Позицията на Комисията е, че окончателното затваряне на тези блокове ще стане най-късно през 2006 г.“
Вместо да проведе преговори за сроковете за затваряне на 3-ти и 4-ти блокове на АЕЦ Козлодуй, както беше договорено в меморандума, подписан от Надежда Михайлова, на 22 януари 2002 г. Симеон Сакскобургготски в качеството си на министър-председател изненадващо обеща пред гръцкия си колега Костас Симитис, че ще затворим блоковете през 2006 г.
Известна светлина за причините за това обещание беше заявката за строителството на АЕЦ Белене и избухналия по-късно скандал с искани комисиони от канадска компания. Така подозренията, че АЕЦ Козлудуй е жертвана заради комисиони от строителството на нови реактори получиха своето потвърждение.
Оказва се, че има и решения с неясен автор, но неизвестно защо приети за верни и неоспорвани.
- Редовен доклад на Европейската комисия за напредъка на страните кандидати – 9 октомври 2002 година: Според ЕК затваряме 3 и 4 блок на АЕЦ през 2006 година. В документа е записано: „Българското правителство наскоро обяви своето решение да затвори 3 и 4 блок на АЕЦ „Козлодуй“ през 2006 година. Правителството също така поиска от ЕС партньорска проверка на безопасността на блоковете“.[52]

1-ви и 2-ри блок на АЕЦ „Козлодуй“ са спрени на 31 декември 2002 година с решение на правителството на Симеон Сакскобургготски от 19 декември същата година.
През 2003 година ЕК вече не може да оспорва лицензите на III и IV блок на АЕЦ Козлодуй:
След положителната оценка, дадена на Агенцията за ядрено регулиране от Международната агенция за атомна енергия /МААЕ/, от ЕК вече не би трябвало да оспорват издадените от АЯР лицензи за сроковете на експлоатация на реактори III и IV в АЕЦ Козлодуй... Агенцията за ядрено регулиране издаде дългосрочни лицензи за работа на III и IV блок съответно за срок от 8 и 10 години.
3-ти и 4-ти блок на АЕЦ „Козлодуй“ са спрени на 31 декември 2006 година с решение на правителството на Сергей Станишев от 21 декември същата година.
През 2010 година 1-ви и 2-ри блок, а през 2012 година и 3-ти и 4-ти блок са прехвърлени от централата на Държавно предприятие „Радиоактивни отпадъци“.
Очаква се демонтажът на четирите блока да генерира значително количество радиоактивни отпадъци, по предварителни оценки около 28 000 m³ твърди отпадъци и 12 000 t метали без да се включват силно радиоактивните материали на реакторите, които трябва да бъдат погребани в дълбоко геоложко хранилище, и материалите от разрушаването на строителни конструкции.

## Икономика
Цялата стойност на проекта АЕЦ „Козлодуй“ е много трудна за изчисляване. Голяма част от помощта на СССР не се е заплащала, а самият проект е финансиран пряко от националния бюджет на НРБ. В резултат на това себестойността на произвежданата в централата електроенергия се изчислява въз основа на ниска стойност на активите – така през 2016 година амортизациите са само 21% от оперативните разходи.
След 2012 г., когато идва масовият удар с високите цени на електричеството от фотоволтаици, се поддържа ниска цена на електроенергия от АЕЦ Козлодуй, за да се балансира общата цена от енергийния микс. За регулаторния период от 1 юли 2014 г. до 30 юни 2015 г. КЕВР е определила следните изкупни цени на енергията:
- от АЕЦ – 2,97 ст./kWh (това е средно претеглена цена);
- от ТЕЦ Марица Изток – 2 – 6,8 ст./kWh;
- топлофикационни и заводски централи – от 9 до 28,5 ст./kWh;
- от малки ВЕЦ – до 23,7 ст./kWh;
- от вятърни централи – до 13,8 ст./kWh;
- малки фотоволтаични централи – до 22 ст./kWh;
- централи на битови отпадъци – до 25 ст./kWh;
- централи на биомаса – до 45,3 ст./kWh и т.н.
От 1 юли 2017 г. електричеството от АЕЦ Козлодуй се гласи да поскъпне с 83% и да струва 5,49 ст./kWh, като отново ще бъде най-евтино. За сравнение, цената на електроенергията от малките фотоволтаици по покривите ще е 27 ст./kWh, а на електричеството от тор – 48 ст./kWh. Това се дължи на продължаването на субсидиите за производството на такъв вид ток.

## Възможни разширения
Още по време на проектирането на третия етап на изграждане на АЕЦ „Козлодуй“ се появяват идеи за следващо нейно разширение. Те са систематично провеждани от ръководството на централата, най-вече от нейния директор Георги Дичев, като това продължава и в края на 80-те години, след началото на строителството на АЕЦ „Белене“. Противниците на това решение се обосновават с рисковете от концентрацията на големи мощности на една площадка.
Основните технически проблеми при евентуално разширение са трудното изграждане на ново техническо водоснабдяване и връзки към електропреносната мрежа на съществуващата и активно използвана площадка. Тези съображения губят тежестта си след спирането на блокове 1 до 4 на централата през 2002 – 2006 година, което освобождава капацитет, както за водоснабдяване, така и за пренос на електроенергия. Това води до нови предложения за изграждане на един или два нови енергоблока с мощности между 700 и 1200 MW.
Изграждането на два нови блока за Козлодуй излиза по-евтино от построяването на АЕЦ „Белене“, понеже централата има осигурени техническа вода за охлаждане, система за радиационен мониторинг и аварийно планиране. Единственият недостатък е забавянето на строенето на нови реактори с около 2 години. Това е така, защото все още се бави получаването на лиценз за безопасността на новите реактори, което трябва да стане през есента на 2011 г.
На 8 март 2011 г. централата обявява поръчка за удължаване на живота на 5 и 6 блокове, чиито експлоатационни срокове изтичат съответно през 2017 и 2019 г. Ръководството на централата се надява животът на реакторите да бъде удължен с поне 15 до 20 години.

## Директори
- Симеон Русков: 6 януари 1969 – 28 февруари 1974[63]
- Козма Кузманов: 1 март 1974 – 31 януари 1977[63]
- Георги Дичев: 11 юни 1977 – 1 май 1988[63]
- Кирил Николов: 29 юни 1988 – 30 ноември 1990[63]
- Захари Бояджиев: 30 ноември 1990 – 1 август 1991[64]
- Кирил Николов: 1 август 1991 – 21 януари 1992[63]
- Козма Кузманов: 21 януари 1992 – 8 юли 1996[63]
- Кирил Николов: 8 юли 1996 – 26 август 1997[63]
- Иван Н. Иванов: 26 август 1997 – 22 март 1998[64]
- Красимир Николов: 23 март 1998 – 28 април 2000[64]
- Йордан Йорданов: 28 април 2000 – 12 септември 2001[64]
- Йордан Костадинов: 14 септември 2001 – 12 юли 2005[64]
- Иван Й. Иванов: 13 юли 2005 – 9 юни 2006[64]
- Иван Генов: 9 юни 2006 – 24 август 2009[64]
- Димитър Ангелов: 25 август 2009 – 24 ноември 2010[64]
- Костадин Димитров: 25 ноември 2010 – 8 септември 2011[64][65]
- Александър Николов: 14 септември 2011 – 9 май 2012[66]
- Валентин Николов: 9 май 2012 – 3 юли 2013[66]
- Иван Генов: 3 юли 2013 – 25 септември 2014[66]
- Димитър Ангелов: 25 септември 2014 – 20 юли 2016[66]
- Иван Андреев: 20 юли 2016 – 27 ноември 2018[66]
- Наско Михов: 27 ноември 2018 – 29 август 2022[66]
- Георги Кирков: от 29 август 2022[66]